# Centrum Serenada
Centrum Serenada je obchodní centrum s rozlohou 42 tisíc metrů čtverečních v severní části Krakova. Otevřeno bylo v říjnu 2017.

## Popis
Galerie doplňuje a rozšiřuje nabídku stávající nákupní a zábavní zóny (oblast Olsza), kde se nachází nákupní centrum Krokus spolu s hypermarketem Auchan, Multikino, stavebním obchodem OBI a největším krytým vodním parkem v Polsku. V obchodním centrum se nachází 170 obchodů a 1135 parkovacích míst.
Nabídka Serenada zahrnuje salony největších polských a mezinárodních módních řetězců. Charakteristickým znakem je kompletní nabídka společnosti Inditex s největším formátem Zara v regionu, LPP, H & M a jedinými salóny značky Van Graaf, New Look a Forever 21. V Serenadě je také prodejna potravin Piotr i Paweł, stejně jako instituce, jako je městský úřad nebo pošta.

## Ceny
Centrum Serenada získalo cenu CEE Retail Real Estate Awards 2018 - Retail Project a Property Design Awards 2018 v kategorii Tvar – Obchodní centrum.

## Investice
Stavitelem a správcem Centrum Serenada je společnost Mayland Real Estate, které je také správcem přiléhajícího Centrum Krokus. Obě nákupní centra patří do skupiny Foncière Euris.